# Bentiu (bóstwa)

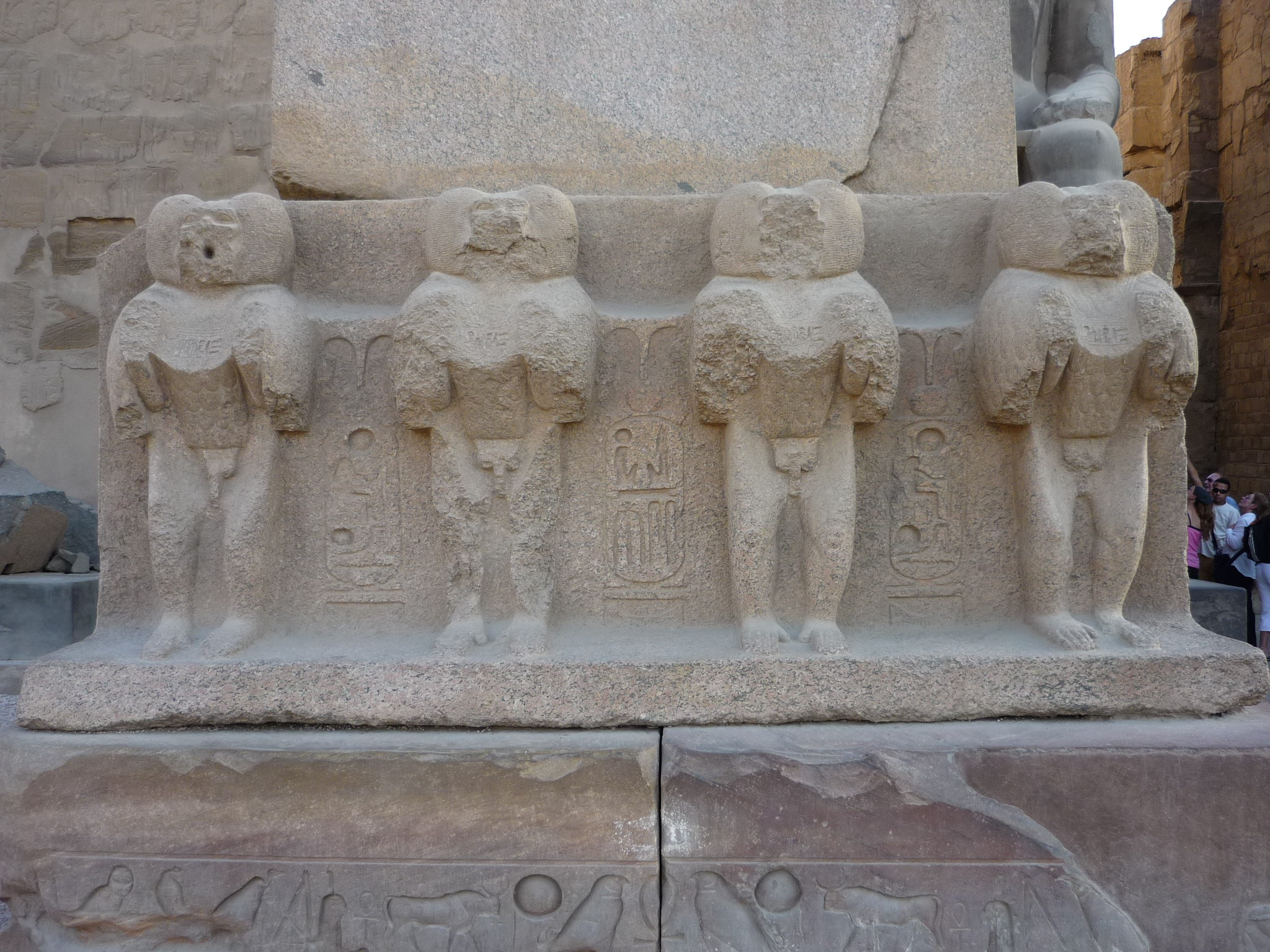
Ubóstwione pawiany z płaskorzeźby świątyni w Luksorze

Bentiu – staroegipskie bóstwa przedstawiane w postaci małp (pawianów), według hieratycznych źródeł pisanych zamieszkujące pierwszy krąg krainy podziemnej. 
Ich funkcją było strzeżenie bramy niebios i otwieranie jej dla Re-Ozyrysa, kiedy w barce wstępował do Krainy Zachodniej. W zaświatach pawian zasiadał na ramieniu wagi podczas ceremonii ważenia duszy (serca) zmarłego. 